# Międzynarodowy Festiwal Sztuki Naiwnej „Nikisz-For”

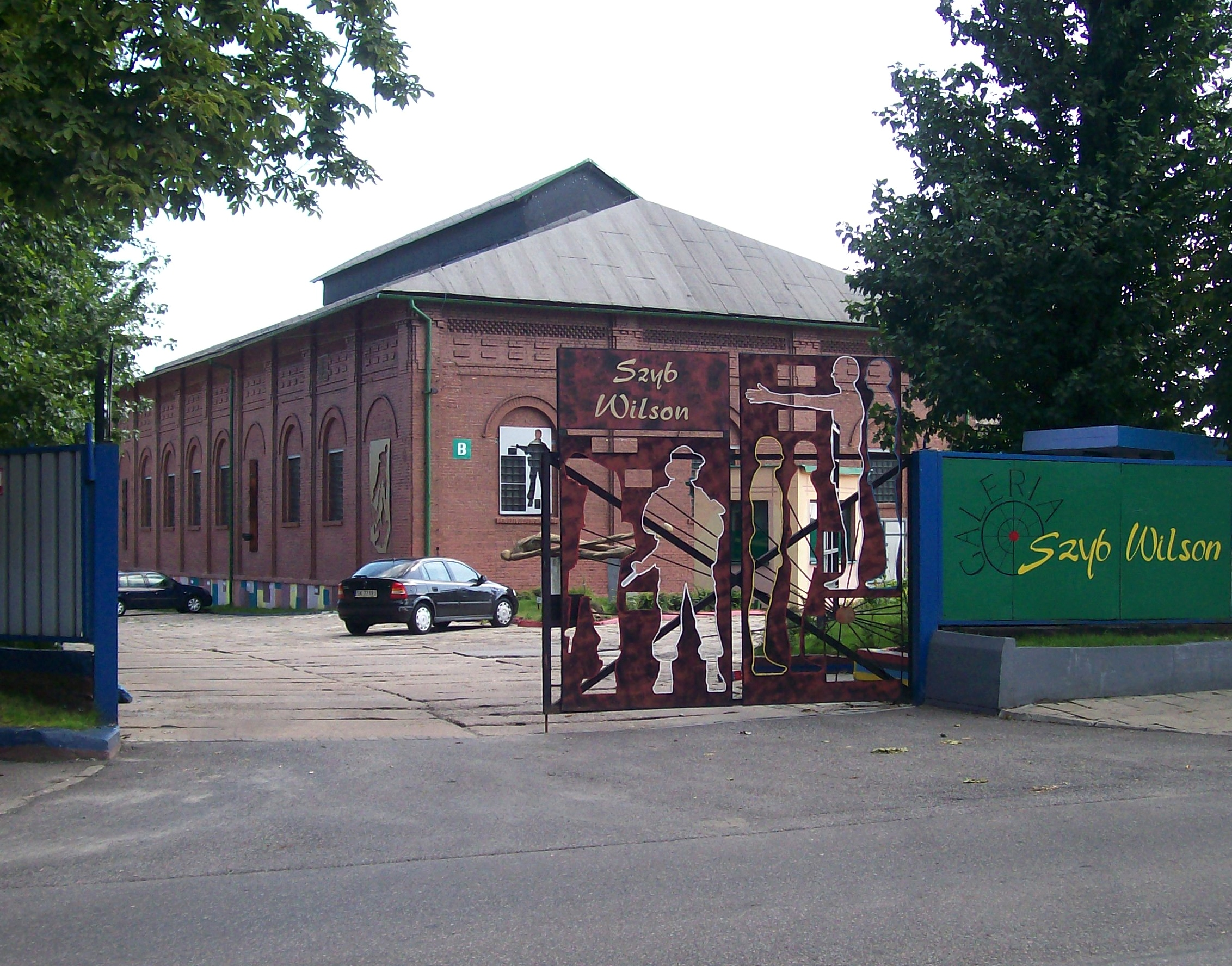
Galeria Szyb Wilson w Janowie-Nikiszowcu, ul. Oswobodzenia 1.

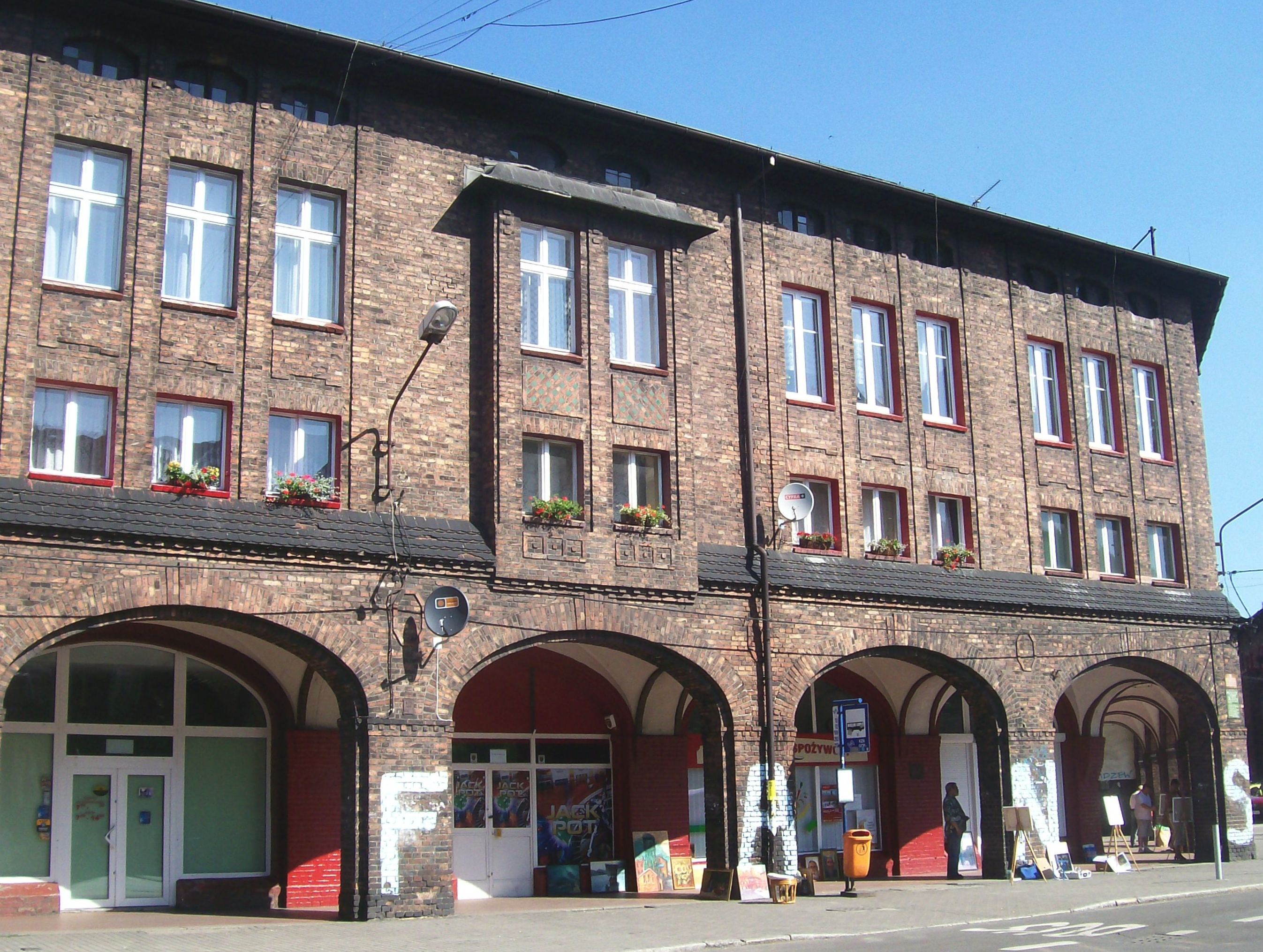
Jarmark sztuki zorganizowany w ramach 1. Międzynarodowego Festiwalu Sztuki Naiwnej „Nikisz-For”

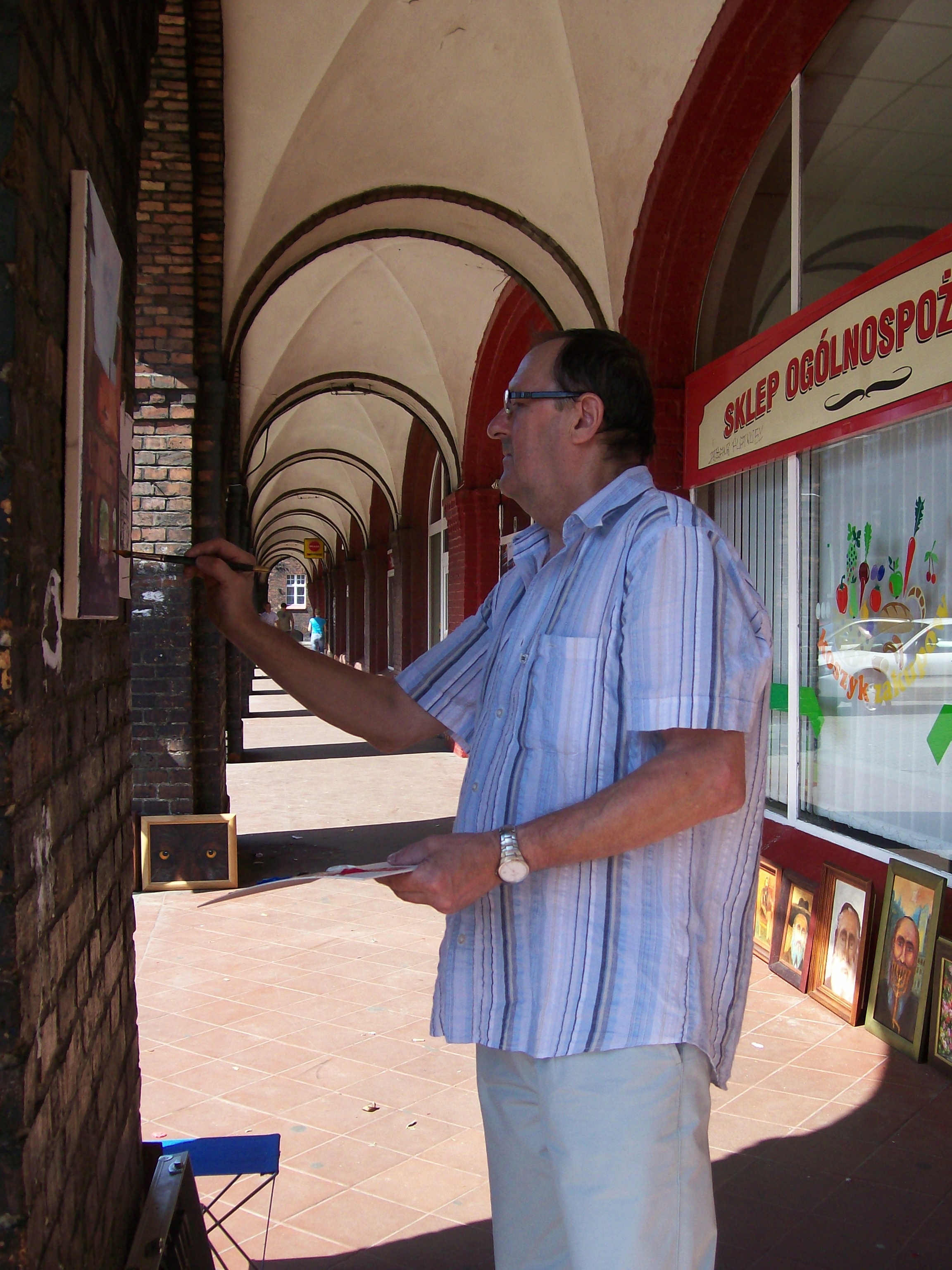
Helmut Matura malarz z Grupy Janowskiej podczas Jarmarku Sztuki.

Międzynarodowy Festiwal Sztuki Naiwnej „Nikisz-For” – festiwal promujący sztukę naiwną i górnicze osiedle Nikiszowiec w Katowicach.

## Historia festiwalu
W dniach 27 czerwca do 31 lipca 2008 odbył się w Polsce 1. Międzynarodowy Festiwalu Sztuki Naiwnej „Nikisz-For”. Nazwa (NIKISZ) (i FOR – dla) nawiązuje do śląskiej nazwy osiedla oraz do malarza naiwnego Nikifora Krynickiego. Organizatorem polskiej edycji festiwalu jest Fundacja Eko-Art Silesia założona i prowadzona przez Monikę Paca oraz francuskie Stowarzyszenie F.I.V.A.N. Na festiwalu zaprezentowali swe prace artyści z ponad 28 krajów świata. Zwiedzający mogli do końca trwania wystawy oddać głos na wybraną pracę. Ta, która zwyciężyła znalazła się na plakatach reklamujących kolejną edycję Festiwalu Sztuki Naiwnej. Podczas festiwalu odbyły się koncerty, występy artystyczne, konkursy dla dzieci i młodzieży, „Jarmark Sztuki” w połączeniu z odpustem w parafii św. Anny, zaprezentowano też filmy kina francuskiego i cykl „Letnie Kino Naiwne”, a w nim m.in. pokaz filmu: „Mój Nikifor”. Wystawie prac towarzyszyły również imprezy związane z obchodami 100-lecia powstania Nikiszowca takie jak: 1. Światowy Zjazd Nikiszowian, czy wystawa Muzeum Historii Katowic: „Nikiszowiec 1908-2008. Z dziejów osiedla i parafii”. W galerii przy ul. Oswobodzenia 1 w Janowie-Nikiszowcu można było oglądać obrazy twórców z tzw. Grupy Janowskiej, która właśnie w tym miejscu przed laty rozpoczęła swoją działalność skupiona w przyzakładowej świetlicy kopalni Wieczorek. Były to m.in. obrazy: Teofila Ociepki, Ewalda Gawlika, Erwina Sówki i wielu innych artystów z kraju i zagranicy.
Druga edycja festiwalu odbyła się w dniach od 26 czerwca do 10 sierpnia 2009 a zapowiedział ją plakat wybranego przez zwiedzających w poprzednim roku: Rogera Djiguemde’a pochodzącego z Senegalu. Została poświęcona kulturze „Czarnego Lądu” i towarzyszył jej pokaz współczesnego afrykańskiego kina, a przybyło na nią około 100 artystów ze świata i 30 z kraju.
W związku z zakończeniem współpracy dyrektora artystycznego „Nikisz-For” Adriana Kołodziejczyka, od 2010 roku Festiwal organizowany jest pod nazwą „Art Naif Festiwal”.